# Pupina complanata
Pupina complanata es una especie de molusco gasterópodo de la familia Pupinidae en el orden de los Mesogastropoda.

## Distribución geográfica
Se encuentra en las Islas Marshall y Micronesia.  